# Ярославский судостроительный завод
ПАО «Ярославский судостроительный завод» (ЯСЗ) — российское судостроительное предприятие. Расположено в Ярославле в районе Дядьково на берегу Волги.
Управляющая компания — ЗАО «ВП Финсудпром».
Из-за вторжения России на Украину завод находится под санкциями всех стран Евросоюза, США и некоторых других стран.

## История
В 1919 году в Ярославле началось строительство катеров на базе бывшей лампадной мастерской. В 1920 году заработала моторно-судостроительная верфь, на воду спущен первый катер.
В конце 1950-х — начале 1960-х годов прошла масштабная реконструкция завода. В то время он производил около 12—14 судов ежегодно — от малых катеров до морских судов (рыболовных, сторожевых и т. д.) водоизмещением до полутора тысяч тонн.
В 1993 году предприятие преобразовано в открытое акционерное общество. Строятся суда неограниченного района плавания водоизмещением до 2 тысяч тонн.
В 1997 году завод утверждён базовым предприятием для строительства судов Федеральной пограничной службы России. Также заказчиками являлись Федеральная таможенная служба, МВД России, иностранные компании.

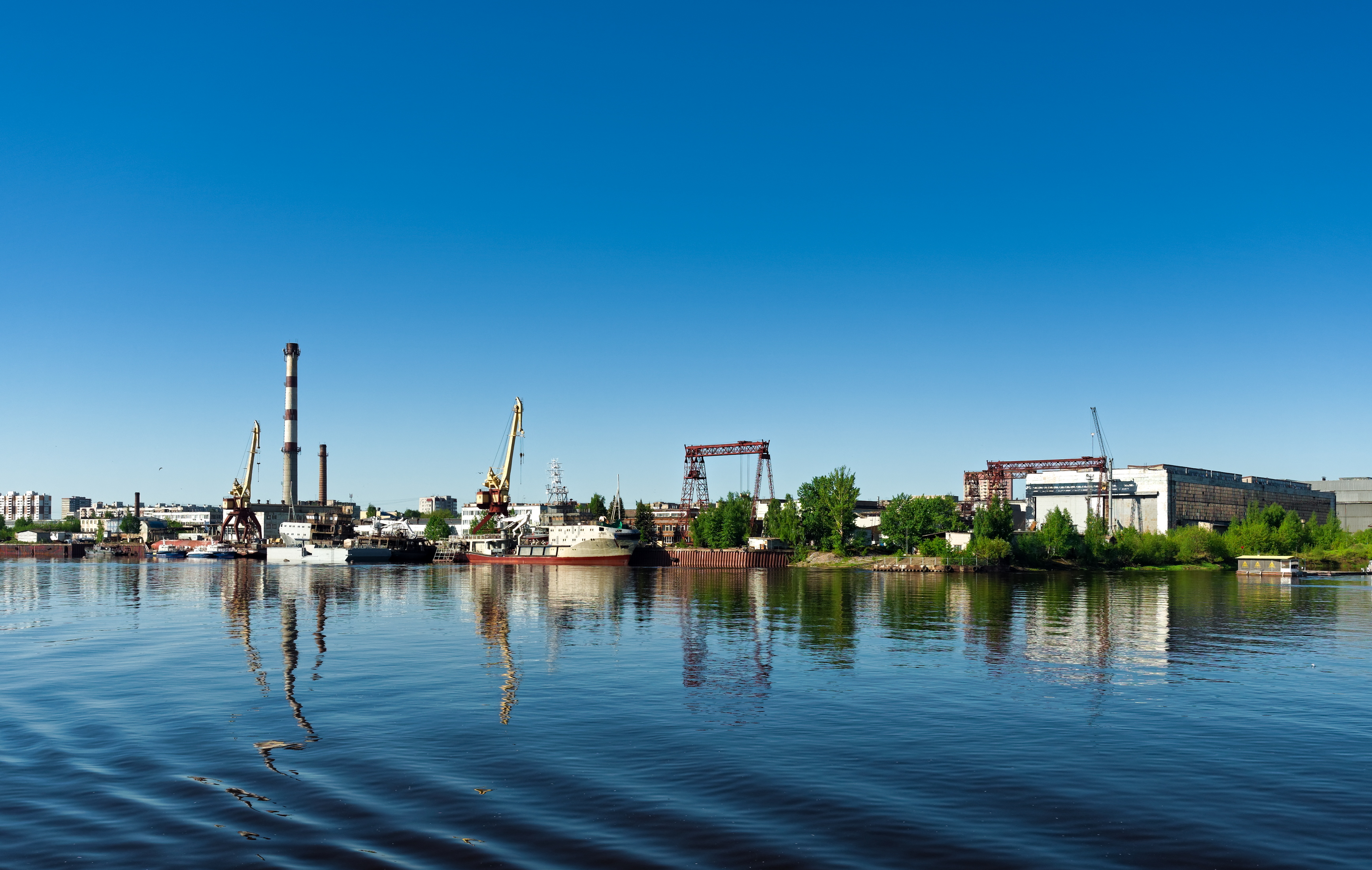

В конце 1990-х заводом было построено на экспорт несколько малых противолодочных кораблей и ракетных катеров (МПК проекта 1241ПЭ — 5 ед., БРКА проекта 1241РЭ — 2 ед.). Начиная с 2001 года, завод вёл строительство корпусов с частичным насыщением для иностранных заказчиков.
За период с 1974 по 2008 год на ОАО «ЯСЗ» построено 258 судов различного назначения и 12 корпусов катеров и буксиров.
Большую часть продукции завода составили средние морозильные траулеры проектов 502 (с 1960-х) и 503 (с 1971) с различными способами лова. Построено более 130 сейнеров-траулеров этих проектов и траулеров-морозильщиков проекта 503М.

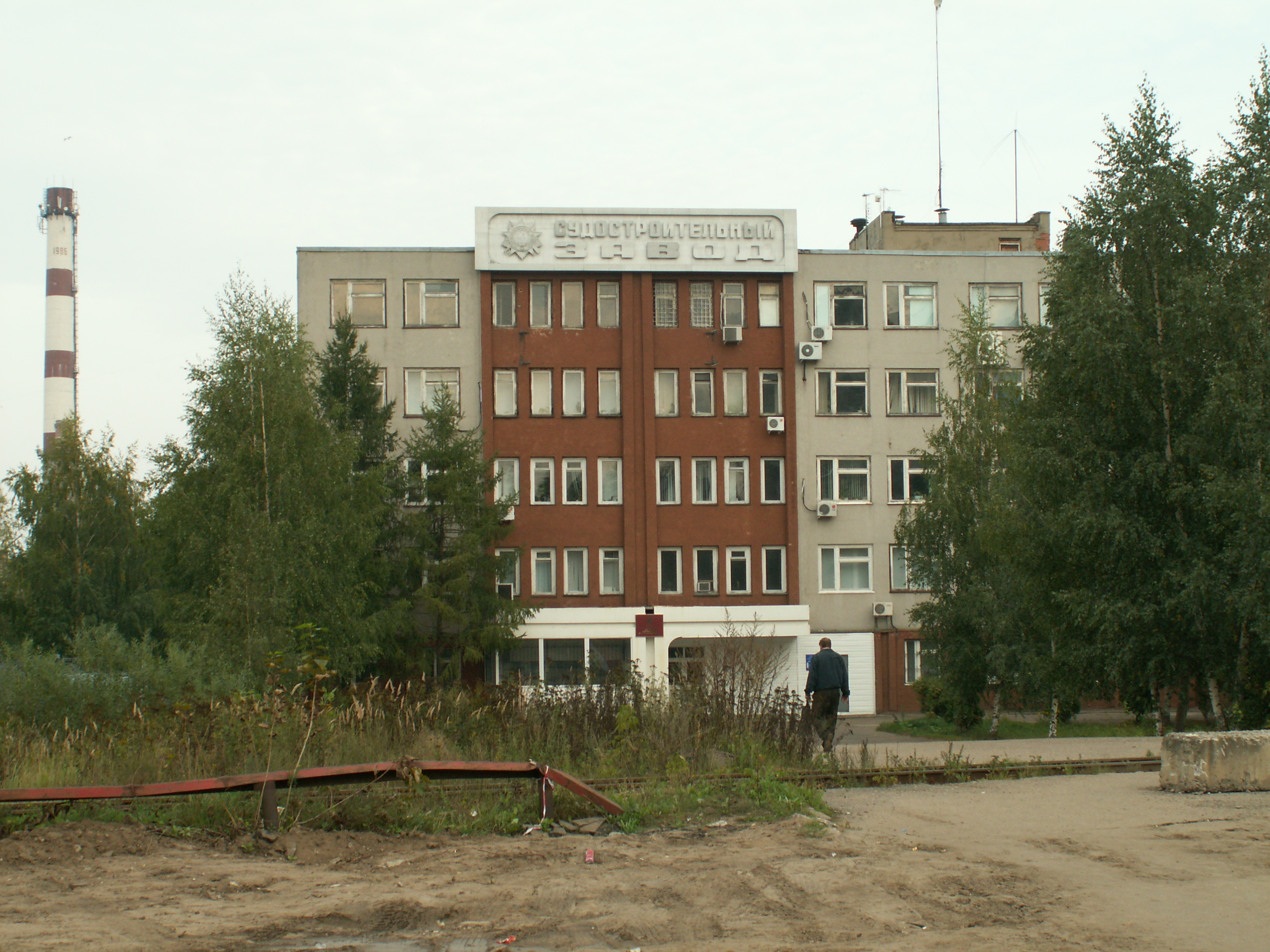
Проходная

В октябре 2020 года стало известно о начале строительства двух пограничных сторожевых кораблей проекта 03050 (шифр «Гюйс»).
В октябре 2016 года на памятник подводной лодке «Ярославский комсомолец» на Тверицкой набережной бригада ПАО «Ярославский судостроительный завод» установила пушку, аналогичную стоявшей на вооружении данной подводной лодки в годы Великой Отечественной войны.
В мае 2016 года состоялся рабочий спуск второго катера-бонопостановщика проекта А-40-2Б-ЯР «Капитан Оходов».
В июле 2016 года состоялся рабочий спуск третьего в серии из шести катеров-бонопостановщиков проекта А-40-2Б-ЯР «Капитан Мишин».
В июне 2017 года государственной комиссией подписаны акты технической приемки на третье и четвертое суда в серии из шести катеров — бонопостановщиков проекта А40-2Б-ЯР(заводские № 163 и № 164) «Капитан Мишин» и «Спасатель Алексюк».
В апреле 2018 года стало известно о проведении спуска на воду спасательного катера — бонопостановщика проекта А40-2Б-ЯРзаводской номер 166.
В июне 2018 года стало известно о подписании государственной комиссией актов технической приемки пятого и шестого судна в серии из шести катеров-бонопостановщиков проекта А40-2Б-ЯР (заводские номера 165, 166) «Капитан Балашов» и «Капитан Барабаш».

## Санкции
15 марта 2019 года, в связи с захватом украинских кораблей российскими пограничниками, «аннексией Крыма и проведением незаконных выборов на востоке Украины», Ярославский судостроительный завод был включён в санкционный список США. 9 марта 2022 года, из-за вторжения России на Украину, санкции были ужесточены.
15 марта 2022 года завод внесён в санкционный список всех стран Евросоюза. 21 февраля 2024 года завод включён в санкционный список Канады против организаций связанных с военно-промышленным комплексом.
Также, по аналогичным основаниям, завод попал под санкции Швейцарии, Украины и Японии.

## Деятельность
Основные типы производимых судов:
- Скоростные катера из алюминиево-магниевого сплава
- Сторожевые корабли
- Суда на воздушной подушке
- Буксиры: от портовых буксиров до морских буксиров спасателей
- Рыбопромысловые и рыбоохранные суда различного водоизмещения, назначения и способа лова

А именно:
- Морские скоростные суда: катер «Меркурий» проекта 14232, катер «Чилим» проекта 20910, ПСКР проекта 10410, лоцманское судно проекта Р 1850, многоцелевой катер проекта 14172, скоростная яхта.
- Морские водоизмещающие суда: морской буксир проекта 745, морской буксир проекта 745мб, морской буксир проекта 1454, рыболовный траулер проекта 503, геологическое судно, рыболовное судно, судно-снабженец проекта IMT 955.
- Речные суда: катер «Ястреб» проекта 12260, лодка моторная Чайка 56, танкер проекта 14891, патрульный катер К-56, лодка моторная Чайка 39, разъездной катер проекта Р 2120, многоцелевой катер проекта 14172, речная яхта проекта ST 24 HB, плавучая насосная станция.

Также предприятие занимается судоремонтом и металлообработкой.